# Нарат-Єлга
Нара́т-Єлга́ (рос. Нарат-Елга, башк. Наратйылға) — село (у минулому присілок) у складі Бакалинського району Башкортостану, Росія. Входить до складу Мустафинської сільської ради.
Населення — 120 осіб (2010; 143 у 2002).
Національний склад:
- башкири — 63 %
- татари — 36 %